# Lissonoschema
Lissonoschema is een kevergeslacht uit de familie van de boktorren (Cerambycidae). De wetenschappelijke naam van het geslacht werd voor het eerst geldig gepubliceerd in 1978 door Martins & Monné.

## Soorten
Lissonoschema omvat de volgende soorten:
- Lissonoschema fasciatum (Fisher, 1944)
- Lissonoschema macrocolum Martins & Monné, 1978
- Lissonoschema solangeae Monné M. L. & Monné M. A., 2000